# 2163 Корчак
2163 Корчак (2163 Korczak) — астероїд головного поясу, відкритий 16 вересня 1971 року.
Тіссеранів параметр щодо Юпітера — 3,181.